# بخش الکرون (شهرستان کلمبیانا، اوهایو)
بخش الکرون (به انگلیسی: Elkrun Township) یک منطقهٔ مسکونی در ایالات متحده آمریکا است که در شهرستان کلمبیانا، اوهایو واقع شده‌است.
 بخش الکرون ۹۲٫۸ کیلومتر مربع مساحت و ۴٬۶۸۷ نفر جمعیت دارد و ۳۰۰ متر بالاتر از سطح دریا واقع شده‌است.